# Тогучин
Тогучи́н — город (с 1945) в России, административный центр Тогучинского района Новосибирской области.
Население — 20 766 чел. (2021)
Железнодорожная станция на линии Новосибирск — Новокузнецк.
Образует муниципальное образование город Тогучин со статусом городского поселения как единственный населённый пункт в его составе.

## Этимология
Название поселения происходит от одноименной реки Тогучин, где тюрк. чин — «высокий, крутой обрыв».

## География
Город расположен на берегах реки Ини, в 100 километрах к востоку от областного центра.
Площадь населенного пункта составляет 73 квадратных километра.

### Климат
В Тогучине преобладает резко континентальный климат.
Зимы морозные и длительные. Лето умеренно теплое и влажное.
Самый теплый месяц — июль. Средняя максимальная температура +29,2 градусов. Самый холодный месяц — январь. Минимальная температура -37,3 градусов.
Среднее годовое количество осадков составляет 505 мм.  я

## История
Тогучин был основан вблизи татарской деревни с таким же названием. Так в 1899 году проживало 309 русских Кайлинской волости и 331 татар Кумышской инородной волости.
Первое упоминание о деревне Тогучинской относится к материалам первой ревизии — 1720 году. В этой деревне была зафиксирована одна фамилия — Балаганские. По материалам четвёртой ревизии — 1782 года, в Тогучинской проживало 57 душ мужского и 59 душ женского пола. В 1850 году по материалам девятой ревизии в деревне проживали следующие семьи — Балаганские, Балахнины, Двененидовы и Шерстобоевы, а мужское население составляло 93 ревизские души.
В 1859 году в деревне насчитывалось 33 двора, проживало 103 мужчины и 124 женщины.
В 1911 году из села Кайлы волостной центр был перенесён в село Гутовское и основой будущего (современного) Тогучинского района до 1925 года являлась Гутовская волость Кузнецкого уезда. В эти же годы поселение становится селом.
До 20-х годов XX века жители Тогучина занимались сельским хозяйством. В ходе Гражданской войны в последние дни декабря 1919 года 5-я Красная армия заняла территорию от Каргата до Красноярска, и с началом января 1920 года начинают формироваться и действовать местные органы советской власти. В селе Тогучин формируется сельский совет крестьянских, рабочих и солдатских депутатов, к которому отнесены село Тогучин и ряд окрестных деревень Гутовской волости.
В 1929 году началось строительство новой ветки Томской железной дороги «Новосибирск — Кузбасс» (в дальнейшем — часть Зап.-Сиб. ж.д.). Строительство железной дороги коренным образом изменило экономико-географическое положение Тогучина. С возведением дороги сразу же стали возникать предприятия, обслуживающие железнодорожный транспорт. Благодаря строительству железной дороги Тогучин из небольшой деревушки в 1932 году превратился в районный центр, здесь были сформированы собственный райком ВКП(б), районный совет депутатов трудящихся и его исполнительный орган — райисполком, райком ВЛКСМ, райвоенкомат, районная прокуратура, суд, отдел НКВД. По условиям статуса райкомов, райком ВКП(б) начинает издавать районную общественно-политическую газету как орган коммунистической агитации и пропаганды, а также информирования населения.
Уже в 1935 году для обеспечения связи нового центра Тогучина с железнодорожной станцией был заложен мост через реку Иня. Год спустя Тогучин стал рабочим посёлком. А накануне победы в Великой Отечественной войне — 30 апреля 1945 года — решением Новосибирского совета депутатов Тогучин получил статус города.
Административно-территориальное подчинение и статус Тогучина:
- 1867—1911 — деревня Тогучин в составе Кайлинской волости Томского уезда Томской губернии, Российская империя;
- 1911—1921 — село Тогучин (в том числе в январе 1920 года был образован Тогучинский сельсовет) в составе Гутовской волости Кузнецкого уезда Томской губернии;
- 1921—1924 — село Тогучин в составе Гутовской волости Кольчугинского уезда Томской губернии;
- 1924—1925 — село Тогучин составе Гутовской волости Кузнецкого объединённого уезда Томской губернии;
- 1925—1930 — село Тогучин в составе районов Новосибирского округа Сибирского края РСФСР;
- 1930—1932 — село Тогучин в составе Вассинского района Западно-Сибирского края РСФСР;
- 1932—1936 — село, районный центр Тогучин в составе Тогучинского района Западно-Сибирского края РСФСР;
- 1936—1937 — рабочий посёлок, районный центр Тогучин в составе Тогучинского района Западно-Сибирского края РСФСР;
- 1937—1945 — рабочий посёлок, районный центр Тогучин в составе Тогучинского района Новосибирской области РСФСР;
- 1945—1991 — город, районный центр Тогучин в составе Тогучинского района Новосибирской области РСФСР;
- с 1991 по настоящее время — город, районный центр Тогучин в составе Тогучинского района Новосибирской области Российской Федерации.

## Образование
В городе расположено пять школ.

#### Школа № 4 (бывш. № 51)
Рождение школы связано со строительством железной дороги Новосибирск-Новокузнецк. Первые директор и завуч —  Виталий Тарасович Никифоров и Сергей Михайлович Покровский. В 1935 году началось строительство нового здания школы. Осенью 1937 года начались занятия в новом красивом здании. Был открыт 9 класс. Весной 1938 года заложен сад школы, после войны был заложен сад на современной территории. Разбивку аллей производил учитель географии  Н.Н. Двораковский.  
В годы Великой Отечественной войны многие учащиеся и учителя школы были мобилизованы. В октябре 1941 года в здании школы размещается военный госпиталь № 1813, занятия были перенесены в прежнее здание — детские ясли № 41. В 1967 году учениками школы был воздвигнут обелиск погибшим учителям и ученикам в годы Великой Отечественной войны. 
В конце 50-х — 60-х годах к зданию школы был пристроен спортзал. Строительство вели школьники под руководством директора  А.А. Назарова и учителей С.К. Чопорова  и И.И. Нестерова. В 70-е годы в школе таким же образом были построены столовая, спортзал, стадион, склады, гараж. В 1985—1986 гг. проведена замена перекрытий. В 1990 году построен благоустроенный жилой дом для учителей школы. 10 января 1998 г. зарегистрирован устав школы. 26 ноября 1999 г. получена лицензия на образовательную деятельность, 31 мая 2000 г. выдано свидетельство о государственной аккредитации, получен статус средней общеобразовательной школы.

## Памятники
Памятник милицейскому автомобилю УАЗ-31512 (Садовая ул., 10, возле здания полиции)
Памятник Воинам-Тогучинцам (Садовая ул.)
Противотанковое орудие ЗИС-2, установленное к 70-летию Победы (Садовая ул., 9, напротив здания районной администрации)
Сквер Пушкина (на пересечении улиц Островского и Комсомольской) 
Бюст А.С. Пушкина и скульптуры персонажей некоторых его сказок  (сквер Пушкина)
Памятник В.И. Ленину (Садовая ул., 25, возле РДК)
Памятник павшим воинам-выпускникам и учителям школы № 4 (бывш. № 51, ул. Крупской, 7; установлен в 1967, отреставрирован в 2014) 
Памятник воинам Великой Отечественной войны во дворе школы № 1 (Комсомольская ул., 23)  

## Достопримечательности
- Висячий пешеходный мост через реку Иня.
- Двухсторонний автомобильный туннель под ЖД .
- Огромная автобусная остановка около вокзала, с навесом высотой около 7 м и длиной около 20 м.
- Парковка ДРСУ  с указателями номеров машин в виде километровых столбов .

## Предприятия и заводы
Тогучинский мясокомбинат, Строительная ул., 2 (ликвидирован)
Тогучинский завод насосно-аккумуляторных станций — филиал «ТЯЖСТАНКОГИДРОПРЕСС», Строительная ул., 6
ООО «Тогучинское молоко», Строительная ул., 5
Тогучинский ПивВинКомбинат, Гутовская ул., 4 (ликвидирован)
Тогучинский плодоовощной комбинат, Заводская ул., 31 (ликвидирован)
Тогучинский пенькозавод, Пенькозаводская ул., 1 (ликвидирован)
Тогучинский элеватор, Элеваторная ул., 1
ООО «Старый Тогучин», Заводская ул., 31

## Население
| 1959    | 1967    | 1970    | 1974    | 1979    | 1989    | 1992    | 1996    | 1998    |
| ------- | ------- | ------- | ------- | ------- | ------- | ------- | ------- | ------- |
| 19 619  | ↗21 000 | ↘20 550 | ↗23 000 | ↘22 632 | ↗23 189 | ↗23 300 | ↗23 700 | →23 700 |
| 2000    | 2001    | 2002    | 2003    | 2005    | 2006    | 2007    | 2008    | 2009    |
| ↘23 600 | ↘23 500 | ↘22 179 | ↗22 200 | ↘21 800 | →21 800 | ↗21 825 | ↘21 600 | ↗21 609 |
| 2010    | 2011    | 2012    | 2013    | 2014    | 2015    | 2016    | 2017    | 2018    |
| ↘21 500 | ↗21 900 | ↘21 856 | ↘21 821 | ↘21 663 | ↘21 530 | ↘21 357 | ↘21 159 | ↘21 064 |
| 2019    | 2020    | 2021    |         |         |         |         |         |         |
| ↘21 063 | ↘20 820 | ↘20 766 |         |         |         |         |         |         |

На 1 января 2025 года по численности населения город находился на 652-м месте из 1124 городов Российской Федерации.

## Средства массовой информации

### Аналоговые телеканалы
623 MHz — ОТС Новосибирск (отключен с 19.08.2020 г.)

### Цифровые телеканалы
514 MHz — Первый мультиплекс, запущен 30.04.2014 г.
578 MHz — Второй мультиплекс, запущен 28.11.2018 г.

### Радиостанции
- 68,36 УКВ — Радио Маяк (Молчит)

- 71,66 УКВ — Радио России / ГТРК Новосибирск (Молчит)

- 101.2 МГц — Радио 54
- 101.9 MГц — Русское радио
- 107.1 МГц — Радио России / ГТРК Новосибирск

### Печатные издания
1) Тогучинская газета

### Операторы сотовой связи
1) Билайн
2) МТС
3) Мегафон + YOTA
4) ТЕЛЕ2 + Ростелеком

### Стационарная связь и интернет провайдеры
- ООО «ПромСвязь ТК»
- Ростелеком

## Транспорт
Железнодорожная станция соединяет город с Новосибирском, Ленинск-Кузнецком, Полысаево, Белово.
С автовокзала автобусы отправляются в Новосибирск, Болотное, Заречное, Березиково, Горный, Янченково.